# Temporada da NBA de 1958–59
A temporada da NBA de 1958-59 foi a 13ª temporada da National Basketball Association (NBA). Ela foi encerrada com o Boston Celtics conquistando o campeonato da NBA (o primeiro de uma sequência de oito consecutivos) após derrotar o Minneapolis Lakers por 4-0 nas finais da NBA.

## Resultado final

### Divisão Leste
| Time                  | V  | D  | %    | JA |
| --------------------- | -- | -- | ---- | -- |
| Boston Celtics C      | 52 | 20 | .722 | -  |
| New York Knicks       | 40 | 32 | .556 | 12 |
| Syracuse Nationals    | 35 | 37 | .486 | 17 |
| Philadelphia Warriors | 32 | 40 | .444 | 20 |

### Divisão Oeste
| Time               | V  | D  | %    | JA |
| ------------------ | -- | -- | ---- | -- |
| St. Louis Hawks    | 49 | 23 | .681 | -  |
| Minneapolis Lakers | 33 | 39 | .458 | 16 |
| Detroit Pistons    | 28 | 44 | .389 | 21 |
| Cincinnati Royals  | 19 | 53 | .264 | 30 |

C - Campeão da NBA

## Líderes das estatísticas
| Categoria        | Jogador      | Time            | Est.  |
| ---------------- | ------------ | --------------- | ----- |
| Pontos           | Bob Pettit   | St. Louis Hawks | 2,105 |
| Rebotes          | Bill Russell | Boston Celtics  | 1,612 |
| Assistências     | Bob Cousy    | Boston Celtics  | 557   |
| Arremessos (%)   | Kenny Sears  | New York Knicks | 49.0  |
| Tiros livres (%) | Bill Sharman | Boston Celtics  | 93.2  |

## Prêmios
- Jogador Mais Valioso: Bob Pettit, St. Louis Hawks
- Revelação do Ano: Elgin Baylor, Minneapolis Lakers

- All-NBA Primeiro Time:
  - Bob Cousy, Boston Celtics
  - Bob Pettit, St. Louis Hawks
  - Bill Sharman, Boston Celtics
  - Bill Russell, Boston Celtics
  - Elgin Baylor, Minneapolis Lakers